# Always a New Beginning
Pour plus de détails, voir Fiche technique et Distribution.
Always a New Beginning est un film américain réalisé par John D. Goodell, sorti en 1974.

## Synopsis
Deux docteurs étudient à travers le monde comment les enfants apprennent et développent une méthode d'apprentissage au sein de The Institutes for the Achievement of Human Potential.

## Fiche technique
- Titre : Always a New Beginning
- Réalisation : John D. Goodell
- Scénario : John D. Goodell
- Narration : James Lawless
- Musique : Herb Pilhofer
- Photographie : John D. Goodell
- Montage :
- Production : John D. Goodell
- Société de production : Goodell Motion Pictures
- Pays de production :  États-Unis
- Genre : Documentaire
- Durée : 90 minutes
- Date de sortie : 
  - États-Unis : mars 1974

## Distinctions
Le film a été nommé à l'Oscar du meilleur film documentaire.